# جيراردو موراليس (سياسي)
جيراردو موراليس (بالإسبانية: Gerardo Morales)‏ هو اقتصادي وسياسي أرجنتيني، ولد في 18 يوليو 1959 في خوخوي في الأرجنتين. حزبياً، نشط في الاتحاد المدني الراديكالي. وقد انتخب عضو مجلس الشيوخ الأرجنتيني عن دائرة خوخوي (10 ديسمبر 2001 – 9 ديسمبر 2005).